# Oberleitungsbus Baia Mare
| Oberleitungsbus Baia Mare | Oberleitungsbus Baia Mare |
| ------------------------- | ------------------------- |
| Fahrleitungsplan von 2016 |                           |
| Streckenlänge:            | 11 km                     |
| Stromsystem:              | 600 Volt =                |
|                           |                           |

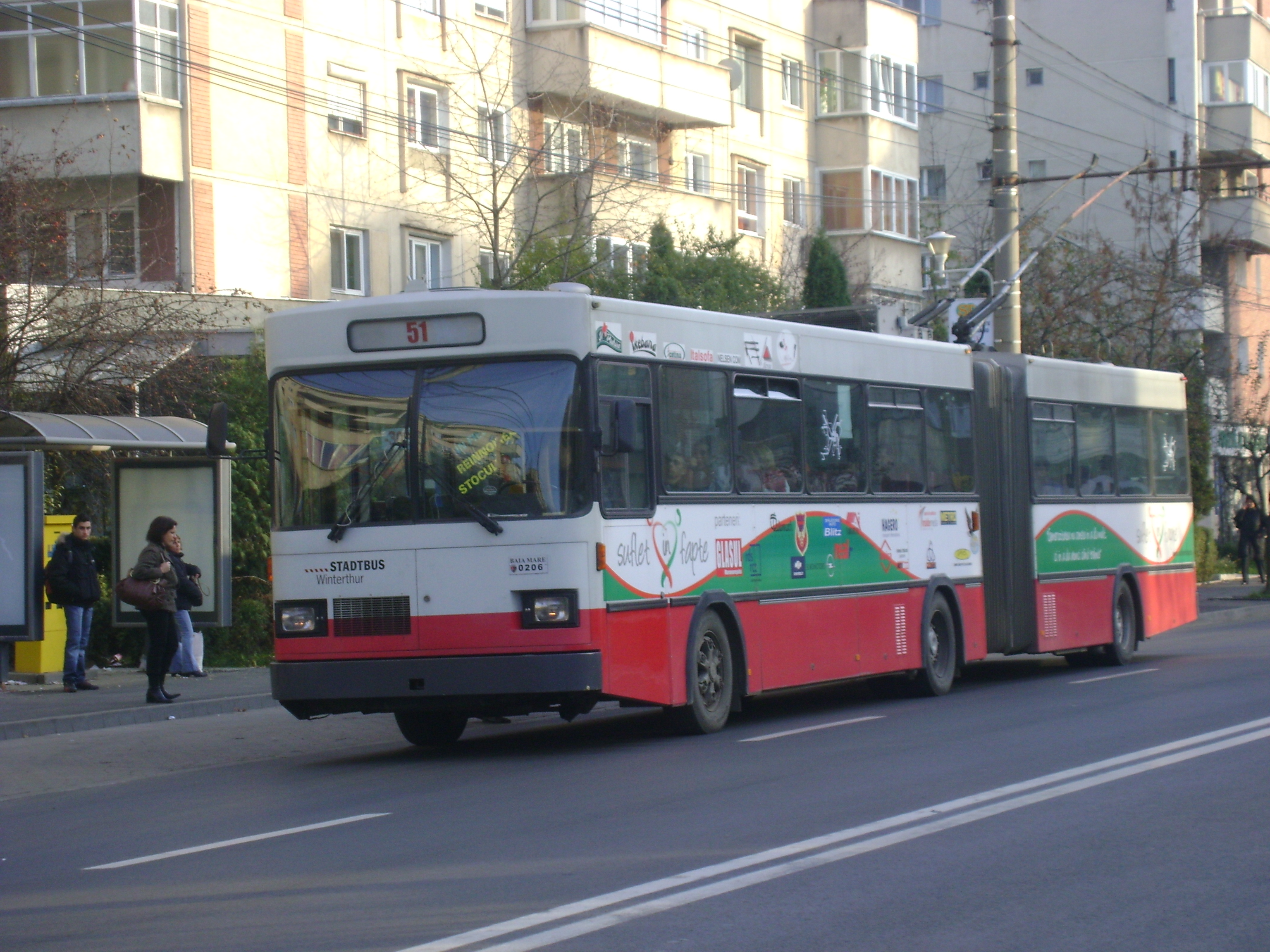
2008: Ein ehemals Winterthurer Gelenkwagen im Einsatz auf der Linie 51

Der Oberleitungsbus Baia Mare ist das Oberleitungsbussystem von Baia Mare, der Hauptstadt der rumänischen Region Maramureș.
Es existiert seit 1996 und bestand zunächst aus einer Linie (heute 51), die die Stadt in Ost-West-Richtung durchquert. 2006/07 erfolgte eine Erweiterung westlich des Bahnhofs in ein Industriegebiet. Seit 2014 gibt es eine weitere Linie (54), welche östlich des Bahnhofs abzweigt und über die südlichen Stadtteile bis ins Zentrum führt. Dort trifft sie wieder auf die Stammlinie.
Die ursprünglich zehn Rocar-Oberleitungsbusse aus rumänischer Produktion sind inzwischen durch insgesamt zwölf Fahrzeuge vom Trolleybus Winterthur und vom Trolleybus Bern abgelöst worden. Seit 2014 sind außerdem acht neue Fahrzeuge von Solaris vorhanden.